# Calliandra guildingii
Calliandra guildingii är en ärtväxtart som beskrevs av George Bentham. Calliandra guildingii ingår i släktet Calliandra och familjen ärtväxter. Inga underarter finns listade i Catalogue of Life.